# FAME (DMS)
FAME ist ein Dokumenten-Management-System der Firma MPS Public Solutions GmbH. Die Software kann neutral, oder auch als Bestandteil einer anderen Anwendung eingesetzt werden. FAME STA ist eine maskenbasierte Version die für die Justiz entwickelt wurde.

## Beschaffenheit
Es handelt sich um ein maskenbasiertes System zur automatisierten Erstellung und Verwaltung von Schriftgut. Das System verfügt über eine Anwendungsoberfläche und ein getrennt aufzurufendes Administrationstool. Mittels vorgefertigter oder selbst erstellbarer Bausteine werden Vorlagen für Verfügungen und die entsprechenden Reinschriften erzeugt. Die Anbindung an eine Datenbank zur Automatisierung von Datenfeldern ist möglich.

## Einsatz
In den Bundesländern Nordrhein-Westfalen, Brandenburg, Schleswig-Holstein, Mecklenburg-Vorpommern und Berlin wird FAME STA in unterschiedlichen Ausprägungen als Zusatzkomponente zur Fachanwendung MESTA eingesetzt. Die Verwendung elektronischer Formulare führt zu einer Beschleunigung der Vorgangsbearbeitung. Staatsanwaltschaftliche Verfügungen und die entsprechend auszufertigenden Schriftstücke werden beispielsweise unter Einbindung der Fachanwendung MESTA weitestgehend automatisiert erstellt, womit zeitliche und personelle Einsparungen verbunden sind.
Seit 2021 werden die verschiedenen Anwendungen zur elektronischen Akte der einzelnen Bundesländer unterstützt. Hierzu wurde ein Webservice entwickelt, der die erstellten Dokumente an die führende elektronische Akte übermittelt.

## Auszeichnungen
Die Europäische Kommission und der Europarat haben das bei den Staatsanwaltschaften des Landes Brandenburg eingesetzte Programm SAS (dessen Basis FAME ist) ausgezeichnet. SAS steht für Staatsanwaltschaftliches Automatisiertes Schreibwerk und wurde im Oberessendorfer systema Kompetenz- und Entwicklungs-Center entwickelt.